# Жан-Жак Елізе Реклю
Жан-Жак Елізе Реклю (фр. Jacques Élisée Reclus фр.: [ʁəkly]) (1830–1905), визначний французький географ, i анархіст, автор монументального твору регіональної географії світу («La Nouvelle Géographie universelle, la terre et les hommes») 20 тт. (1876—1894). У 5 т. Реклю представив Україну як самостійну географічну одиницю, користуючись серед ін. творами українців, зокрема М. Драгоманова, з яким Реклю був у приязних стосунках.

## Біографічні відомості
Вже в юності він вирішив, що зробить описання географії Землі, і з цією метою він відвідав майже всі країни світу, починаючи з Європи і закінчуючи віддаленими куточками Америки, Африки і Азії. Свої мандрівки він розпочав ще в дитинстві. Непереборне бажання нових знань і вражень не давало йому довго затримуватись на одному місці. Географію землі і історію людства майбутній вчений пізнавав, спочатку багато подорожуючи, а потім довгі роки складаючи географічні путівники для відомого французького видавництва «Ашет».
Свою найбільшу роботу «Земля і люди», видану у 19 томах, дослідник писав 20 років (1873—1893), кожний рік видаючи по одному тому, який містив близько 900 сторінок тексту, з великою кількістю карт, нарисів і малюнків. Збір матеріалу і зв'язані з ним безперервні подорожі, а також створення кінцевого тексту займали весь вільний час вченого і вимагали від нього повної самовідданості заради поставленої мети. Автор розглядає історію Землі в сукупності її рис: географії, природи, клімату, етнографії і статичних даних про населення різних регіонів і їх діяльності.

## Українські етнічні землі на картах Жана-Жака Елізе Реклю
1879 р. видав карту «Peuples de l'Europe Orientale», Париж. Українці позначені на карті як Pettits Russien (Малоруси). Ареал проживання українців — від Берестейщини, Підляшшя, Пінщини до Подоння та Кубані. Все Надсяння (від р. Дунаєць) і далі на схід заселене українцями..

## Основні роботи
- «Земля і люди. Загальна географія» 19 томів. (1873—1893)
- «Людина і земля» 6 томів (1876—1894)

## Ілюстрації до книги «Земля і люди. Загальна географія»

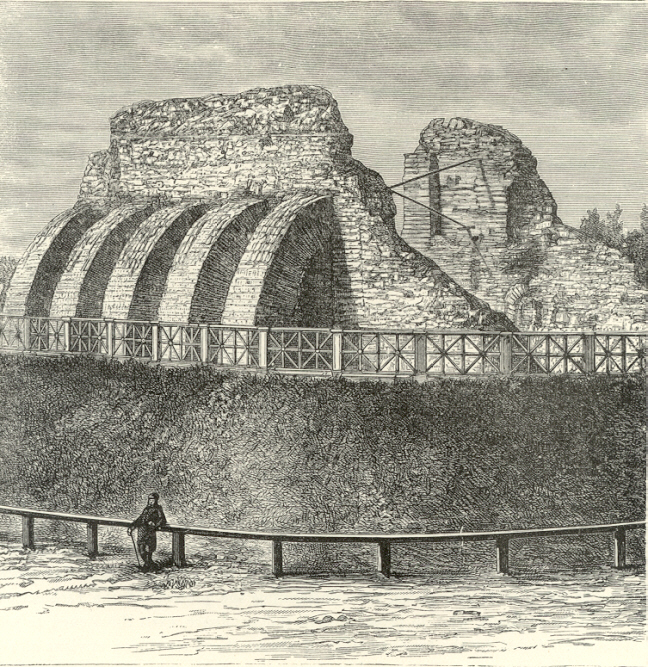
Золоті ворота, 1870-ті рр.
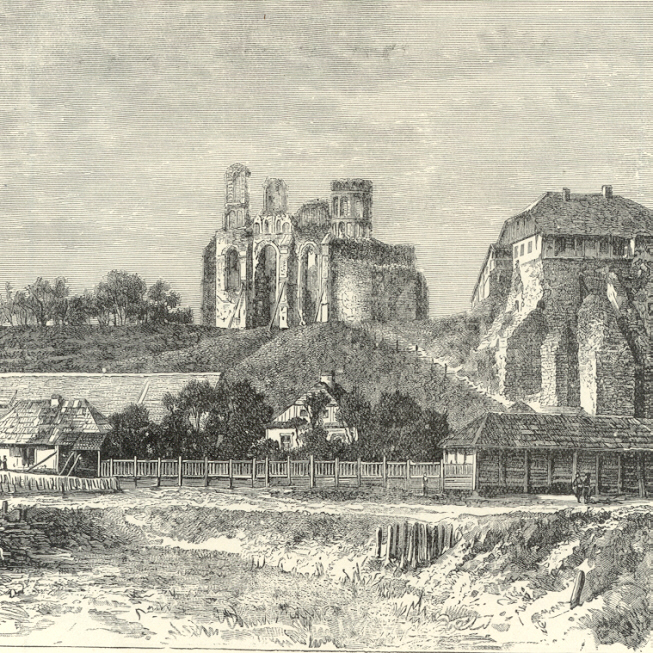
Руїни Острозького замку, 1870-ті рр.
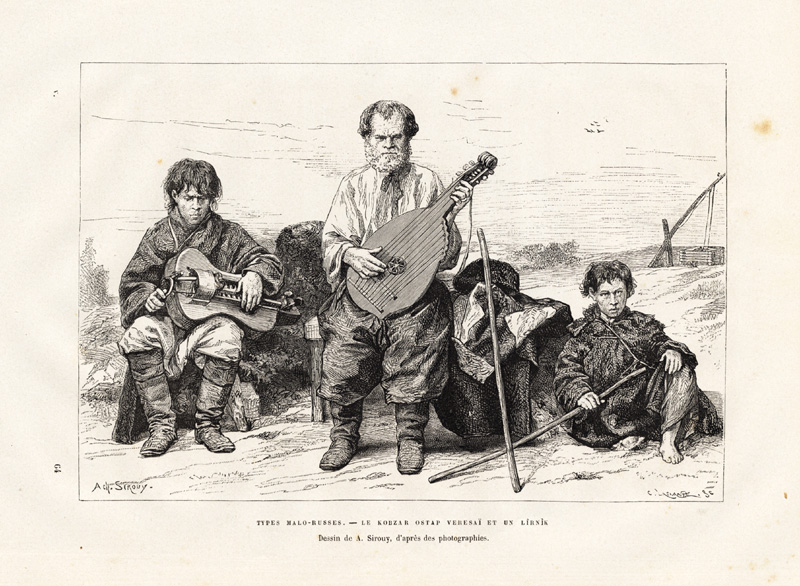
Кобзар Остап Вересай, 1870-ті рр.
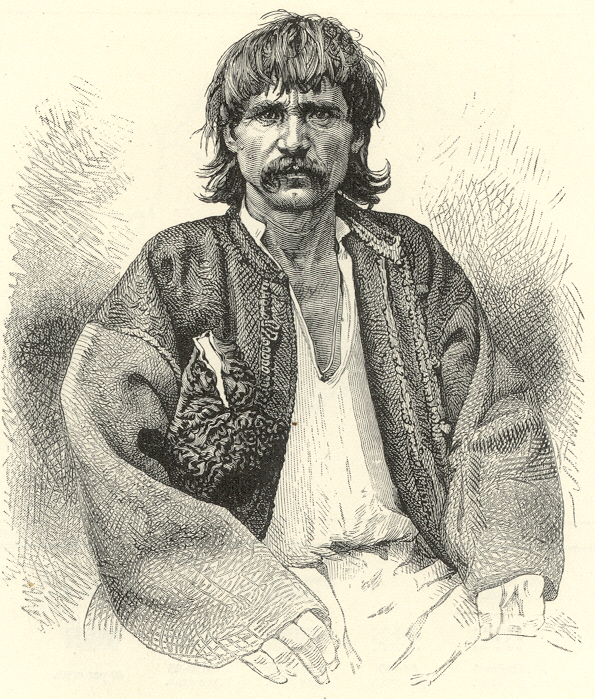
Румун з Поділля, 1870-ті рр.
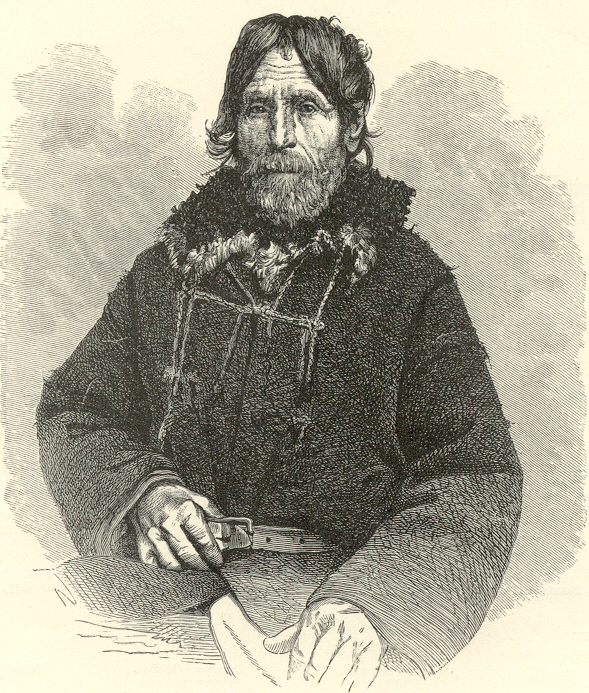
Український селянин з Поділля, 1870-ті рр.
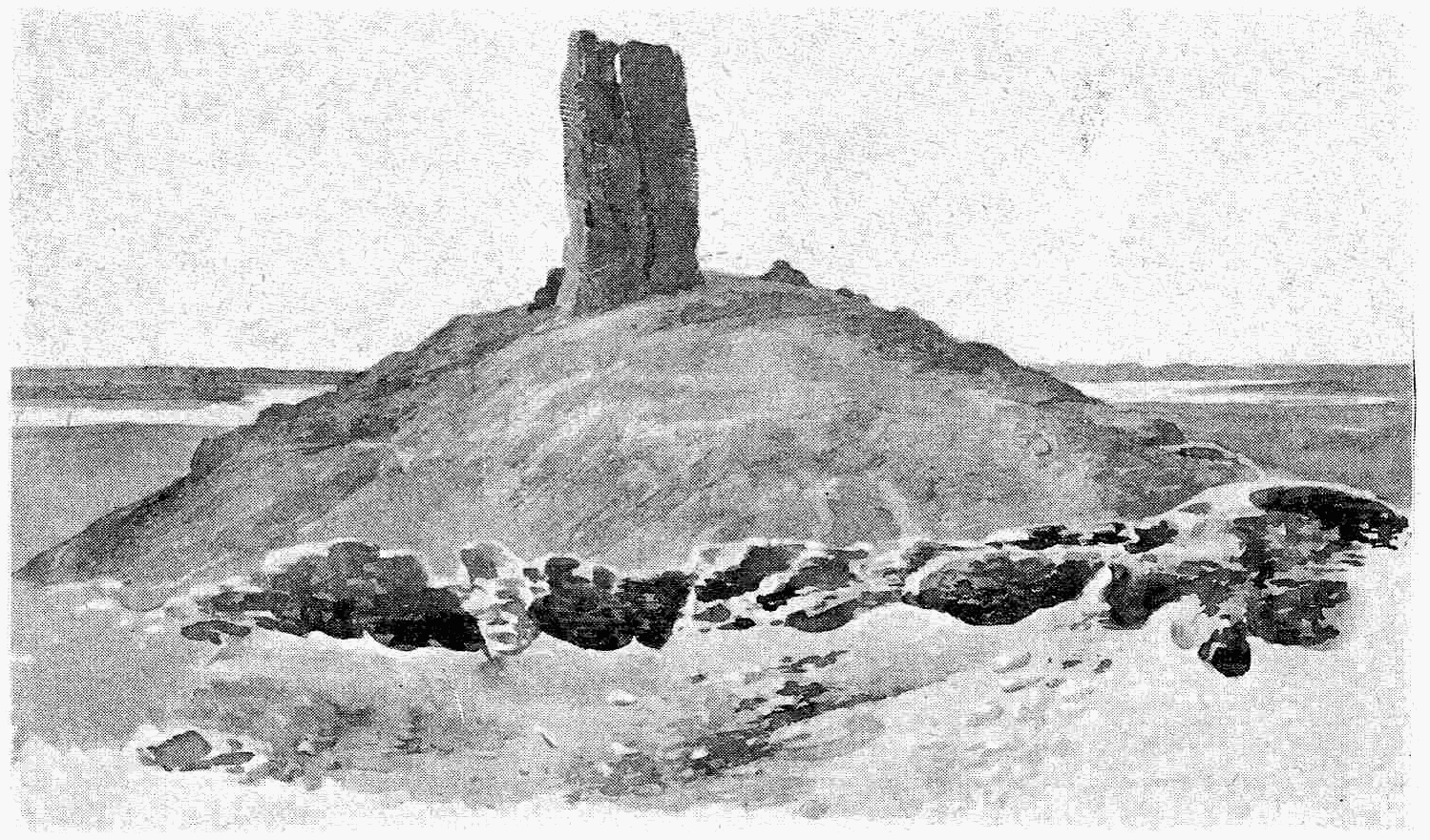
Руїни зикурату Еурмеімінанкі.